# Universidad de Navojoa
La Universidad de Navojoa es una institución de educación superior (IES) afiliada a la Iglesia Adventistas del Séptimo Día, enclavada en el corazón del valle del Mayo, en el kilómetro trece de la carretera que conduce de la ciudad de Navojoa a la localidad de Huatabampo. 
La Universidad de Navojoa, al ser una institución cristiana protestante, promueve ampliamente una enseñanza fundada en valores, lo cual es notable en su filosofía, su misión y visión.

### Historia
Los orígenes históricos de la universidad se remontan a 1948, año cuando, por primera vez abrió sus puertas, con el nombre de "Escuela Agrícola e Industrial del Pacífico", gracias a Don Francisco L. Byerly, entre otros, quienes donaron terrenos con una extensión de 50 hectáreas, edificios y equipos, ayudando además a sostener financieramente la escuela en sus primeros años. En 1967 adopta el nombre de "Colegio del Pacífico", nombre con el cual fue ampliamente conocido en la región, y referido usualmente como "COL-PAC".
En el  año 2001, se le otorgó el reconocimiento de validez oficial como institución de enseñanza superior  por el Gobierno del Estado de Sonora, para nacer como "Universidad de Navojoa".

### Directores
| Nombre del Director | Tiempo en el cargo                         | Notas                                       |
| Escuela Agrícola e Industrial del Pacífico | Escuela Agrícola e Industrial del Pacífico | Escuela Agrícola e Industrial del Pacífico  |
| --- | ------------------------------------------ | ------------------------------------------- |
| Lic. Juan Andrés Gil Rodríguez | 1948-1953                                  |                                             |
| Lic. Antonio Alarcón y Fierro | 1953-1955                                  |                                             |
| Lic. Lorenzo A. Wheeler | 1955-1957                                  |                                             |
| Lic. Juan Andrés Gil Rodríguez | 1957-1958                                  |                                             |
| Lic. Dan William Palmer | 1958-1964                                  |                                             |
| Lic. Luis Carlos Ramírez | 1964-1965                                  |                                             |
| *Dato: Hubo entonces un período de dos ciclos escolares (1965-1967) en el que la Institución tuvo necesidad de cerrar sus puertas a fin de realizar ajustes administrativos y financieros, reiniciando sus servicios educativos en el año 1967, con nuevas fuerzas, así como con un nuevo nombre: “Colegio del Pacífico”.                                                              |                                            |                                             |
| Colegio del Pacífico |                                            |                                             |
| Lic. Henry Fuss Brayther | 1967-1969                                  |                                             |
| Lic. Horacio Kelly Lucas | 1969-1972                                  |                                             |
| Lic. Mario Alfredo Collins Sepúlveda | 1972-1975                                  |                                             |
| Lic. Neftalí Rodríguez Reyes | 1975-1979                                  |                                             |
| Lic. Félix Cortés Antonio | 1979-1981                                  |                                             |
| Lic. Saúl Barceló Guerrero | 1981-1983                                  |                                             |
| Lic. Isaías Tineo Valenzuela | 1983-1986                                  |                                             |
| Lic. Therlow Abelardo Harper González | 1986-1989                                  |                                             |
| Lic. Carlos Ramón Ávila Méndez | 1989-1992                                  |                                             |
| Mtro. Saúl Pérez Baro | 1992-1996                                  |                                             |
| *Del periodo de 1996 a 2011, la jurisdicción del Colegio del Pacífico, pasó a manos de los rectores de la Universidad de Navojoa, nombrando coordinadores de Nivel Medio. Sin embargo, no fue hasta el año de 2011, que el profr. Orley Sánchez Jiménez, otorgó autonomía administrativa al Colegio del Pacífico, siendo nombrado Director del Colegio, el profr. Marco Antonio Arcos. |                                            |                                             |
| Mtro. Marco Antonio Arcos Juárez | 2011-2012                                  |                                             |
| Lic. Oscar Monarrez Pérez | 2012-2014                                  |                                             |
| Lic. Obedina Flores Escobedo | 2014-2019                                  | *Primera Directora del Colegio del Pacífico |
| Mtro. Marco Antonio Arcos Juárez | 2019-Presente                              |                                             |

### Nivel superior
En el año de 1995, por parte del gobierno del Estado de Sonora, se concede permiso a la Universidad de Montemorelos para abrir una extensión universitaria en el Municipio de Navojoa, Sonora; con el título de "Universidad de Montemorelos Campus Colegio del Pacífico". Sin embargo, seis años después de iniciar el nivel universitario, el Gobierno del Estado de Sonora, otorga el Reconocimiento de Validez Oficial de Estudios a todos los programas académicos de nivel licenciatura el 14 de mayo de 2001, siendo Rector el Mtro. Abimael Escalante Valdez. De julio de 2002 hasta diciembre de 2011, la Rectoría fue asignada al Dr. Gabriel D. Camacho Bojórquez; el Mtro. Mario Rábago Campoy tuvo la responsabilidad como Rector de enero a julio de 2011 cuando la Junta de Gobierno de la universidad encomienda esta función al Prof. Orley Sánchez Jiménez para el período 2011–2016, en ocasión del congreso quinquenal de la Unión Mexicana del Norte.

### Rectores
| Nombre del Rector                                       | Tiempo en el Cargo                                      | Notas                                                                                            |
| Universidad de Montemorelos Campus Colegio del Pacífico | Universidad de Montemorelos Campus Colegio del Pacífico | Universidad de Montemorelos Campus Colegio del Pacífico                                          |
| ------------------------------------------------------- | ------------------------------------------------------- | ------------------------------------------------------------------------------------------------ |
| Mtro. Saúl Pérez Baro                                   | 1995-1996                                               |                                                                                                  |
| Mtro. Abimael Escalante Valdez                          | 1996-2001                                               |                                                                                                  |
| Universidad de Navojoa                                  |                                                         |                                                                                                  |
| Mtro. Abimael Escalante Valdez                          | 2001-2002                                               |                                                                                                  |
| Dr. Gabriel Dolores Camacho Bojórquez                   | 2002-2007                                               |                                                                                                  |
| Dr. Gabriel Dolores Camacho Bojórquez                   | 2007-2010                                               | *Reelecto para el quinquenio 2007-2012. Fue llamado a trabajar a la Universidad de Montemorelos. |
| Mtro. Mario Rábago Campoy                               | 2011                                                    | *Rector Interino de enero a julio del 2011                                                       |
| Mtro. Orley Sánchez Jiménez                             | 2011-2016                                               |                                                                                                  |
| Mtro. Orley Sánchez Jiménez                             | 2016                                                    | *Reelecto para el quinquenio 2016-2021. Fue llamado a trabajar a la Universidad Linda Vista.     |
| Mtra. Rosa Angélica González Díaz                       | 2016                                                    | *Rectora Interina de noviembre a diciembre del 2016.                                             |
| Dr. Saúl Hernández Saavedra                             | 2017-Presente                                           | *Electo para el periodo 2017-2021                                                                |
| *Rectores de la Universidad de Navojoa, desde 1995.     |                                                         |                                                                                                  |

## Oferta educativa
- Colegio del Pacífico:

- Preescolar
- Primaria 
- Secundaria
- Preparatoria
- Licenciatura en Nutrición
- Licenciatura en Enfermería
- Licenciatura en Diseño Gráfico
- Licenciatura en Contaduría e Impuestos
- Ingeniería en Sistemas Computacionales
- Licenciatura en Ciencias de la Educación Químico Biólogo
- Licenciatura en Ciencias de la Educación Lengua y Literatura
- Licenciatura en Ciencias de la Educación Ciencias Sociales (Verano)
- Licenciatura en Ciencias de la Educación Psicología Educativa
- Licenciatura en Ciencias de la Educación de idiomas (Verano)
- Licenciatura en Teología
- Licenciatura en Gastronomía
- Maestría en Educación